# Otocinclus

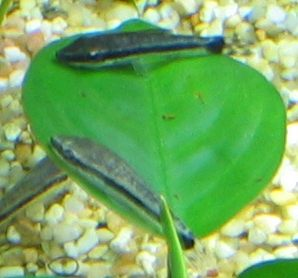
Otocinclus affinis

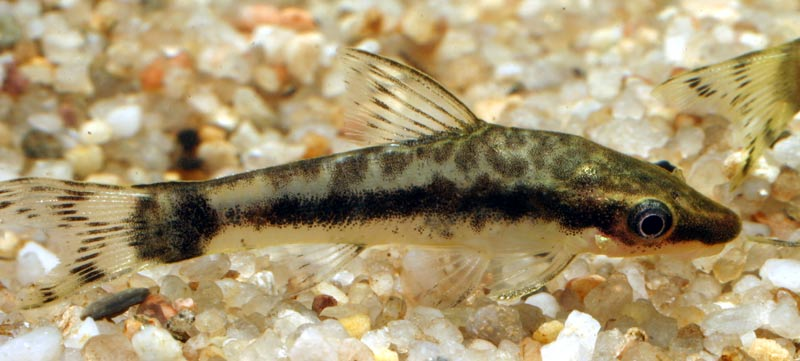
Otocinclus macrospilus

Otocinclus és un gènere de peixos d'aigua dolça de la família dels loricàrids i de l'ordre dels siluriformes.
Es troba a Sud-amèrica: a l'est dels Andes i des del nord de Veneçuela fins al nord de l'Argentina.
Són de mida petita: Otocinclus tapirape (l'espècie més menuda) fa 2,4 cm i Otocinclus flexilis (la més grossa) 5,5. Les espècies d'aquest gènere són populars com a peixos d'aquari i, molt sovint, són comprats com a menjadors de les algues que s'hi formen.

## Taxonomia
- Otocinclus affinis (Steindachner, 1877)[6][7]
- Otocinclus batmani (Lehmann, 2006)[8]
- Otocinclus bororo (Schaefer, 1997)
- Otocinclus caxarari (Schaefer, 1997)
- Otocinclus cocama (Reis, 2004)[9]
- Otocinclus flexilis (Cope, 1894)[10][11]
- Otocinclus gibbosus (Miranda-Ribeiro, 1908)[12]
- Otocinclus hasemani (Steindachner, 1915)
- Otocinclus hoppei (Miranda Ribeiro, 1939)
- Otocinclus huaorani (Schaefer, 1997)
- Otocinclus macrospilus (Eigenmann & Allen, 1942)
- Otocinclus mariae (Fowler, 1940)
- Otocinclus mimulus (Axenrot & Kullander, 2003)[13]
- Otocinclus mura (Schaefer, 1997)
- Otocinclus tapirape (Britto & Moreira, 2002)[14]
- Otocinclus vestitus (Cope, 1872)[15]
- Otocinclus vittatus (Regan, 1904)
- Otocinclus xakriaba (Schaefer, 1997)[16][17][18]